# Mari Háfra

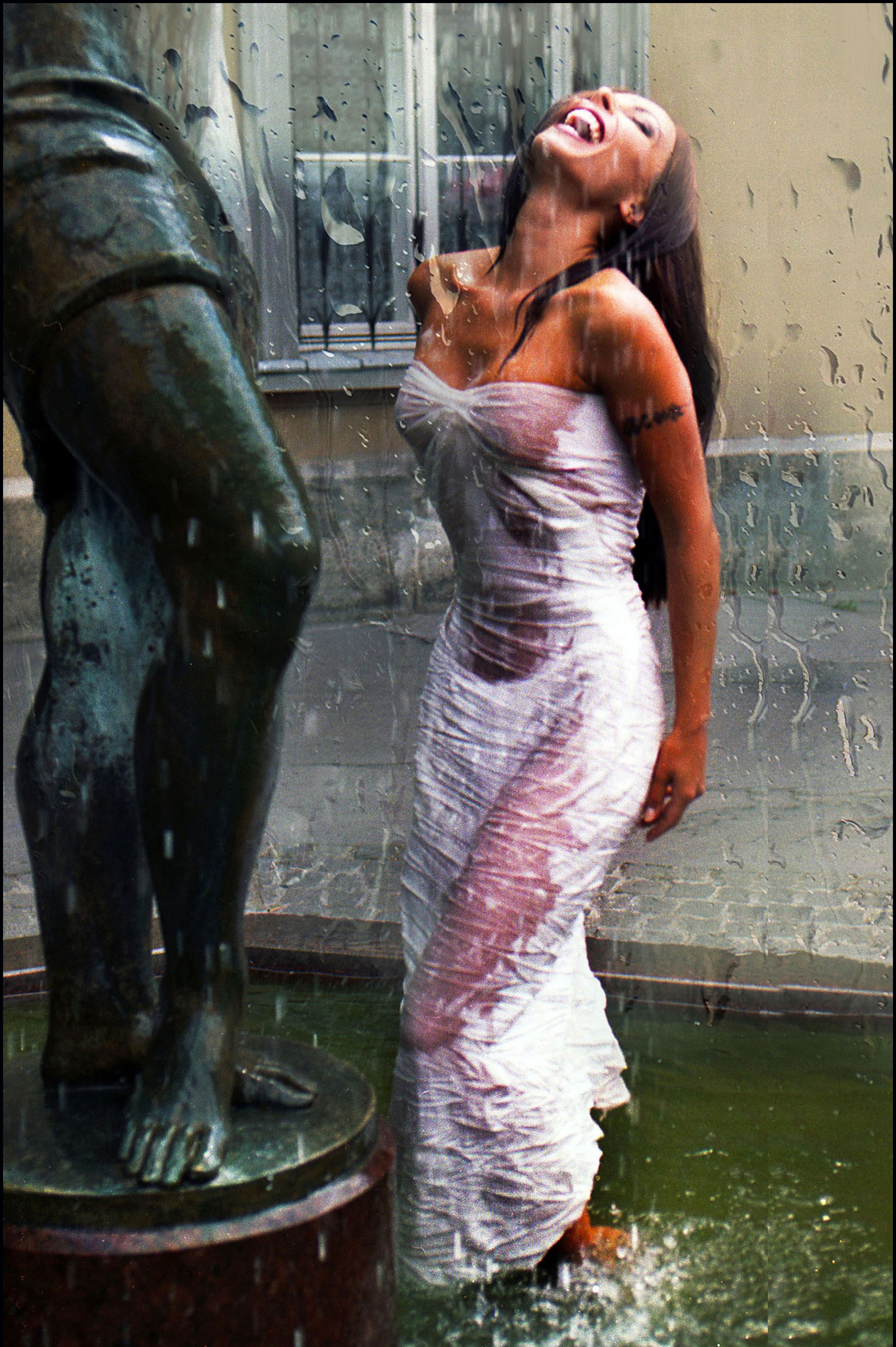
Autorka fotografie: Gyöngyi Rózsavölgyi

Mari Háfra (roz. Mária Háfra) je maďarská tanečnice, modelka, manekýnka a fotografka. Jako modelka významně působila v 80. a 90. letech 20. století.

## Životopis
Mari Háfra chodila na jazzový balet a lidový tanec, neustále cvičila a jako venkovská dívka se přestěhovala do Budapešti, kde se stala tanečnicí Maxim Varieté. Tanečnice, z níž se stala modelka, se nejen fotografovala, ale sama také cestovala s fotoaparátem a snímky pořizovala.
Složila zkoušky na oddělení figurín a fotomodelů Státního institutu pro vzdělávání umělců, kde získala diplom fotomodelky a figuríny. Fotograf Gábor Módos ji požádal, aby se nechala portrétovat pro Maxim Variete. Módní návrhářce Zitě Borszéki se snímky líbily a pozvala ji na módní přehlídku. Od té doby byla její cesta k úspěchu přímá. Procestovala mnoho zemí, zastupovala Maďarsko, například ve Vídni, kde nejen navštěvovala módní přehlídky, ale pracovala i jako fotomodelka, čímž se stala známou.
Jako jedna z nejznámějších modelek 80. let 20. století našla své místo v modelingovém průmyslu po místních soutěžích krásy. Byla zvána jak na módní přehlídky, tak na focení.
Pravidelně ji zaměstnávali redaktoři Ez a Divat, ale dvakrát byla také "cover girl" maďarského Playboye  . Bylo zveřejněno mnoho jejích fotografií a objevila se na titulních stránkách. Objevila se i v zahraničních novinách. Mezi fotografy, které ji portrétovali patřili: Gábor Módos, Miklós Lengyel, Vince Lussa, János Zétényi, Gyöngyi Rózsavölgyi a Ferenc Novotta.
Mnoho lidí ji zná jako bývalou milenku Jimmyho Zámbóa a o příběhu jejich vášnivé lásky vydala v roce 2001 také knihu s názvem Láska před královstvím - Byla jsem nevěstou Jimmyho Zámbóa. Objevili se spolu v Jimmyho hudebním videu Smoky Night Blues - z produkce MTV. Speciálně pro Mari byla složena píseň s názvem Valahol bús dal szól..., kterou Jimmy provedl na festivalu Interpop v Siófoku v roce 1988 a získala dvě ocenění. Mari také vystupovala na pódiu a hrála na saxofon. .
V roce 2014 se zúčastnila Alternative Hair Show László Hajase v Londýně v Royal Albert Hall, kde se po molu procházely bývalé manekýny.
Je vdaná a má 2 syny.

## Dílo
- Láska před královstvím - Byla jsem nevěstou Jimmyho Zámbó (2001) [4]

## Film
V roce 2022 vznikla desetidílná minisérie s názvem Král o životě Jimmyho Zámbóa. Bíró Marit Háfra hraje v seriálu Panna Dominika.

## Galerie

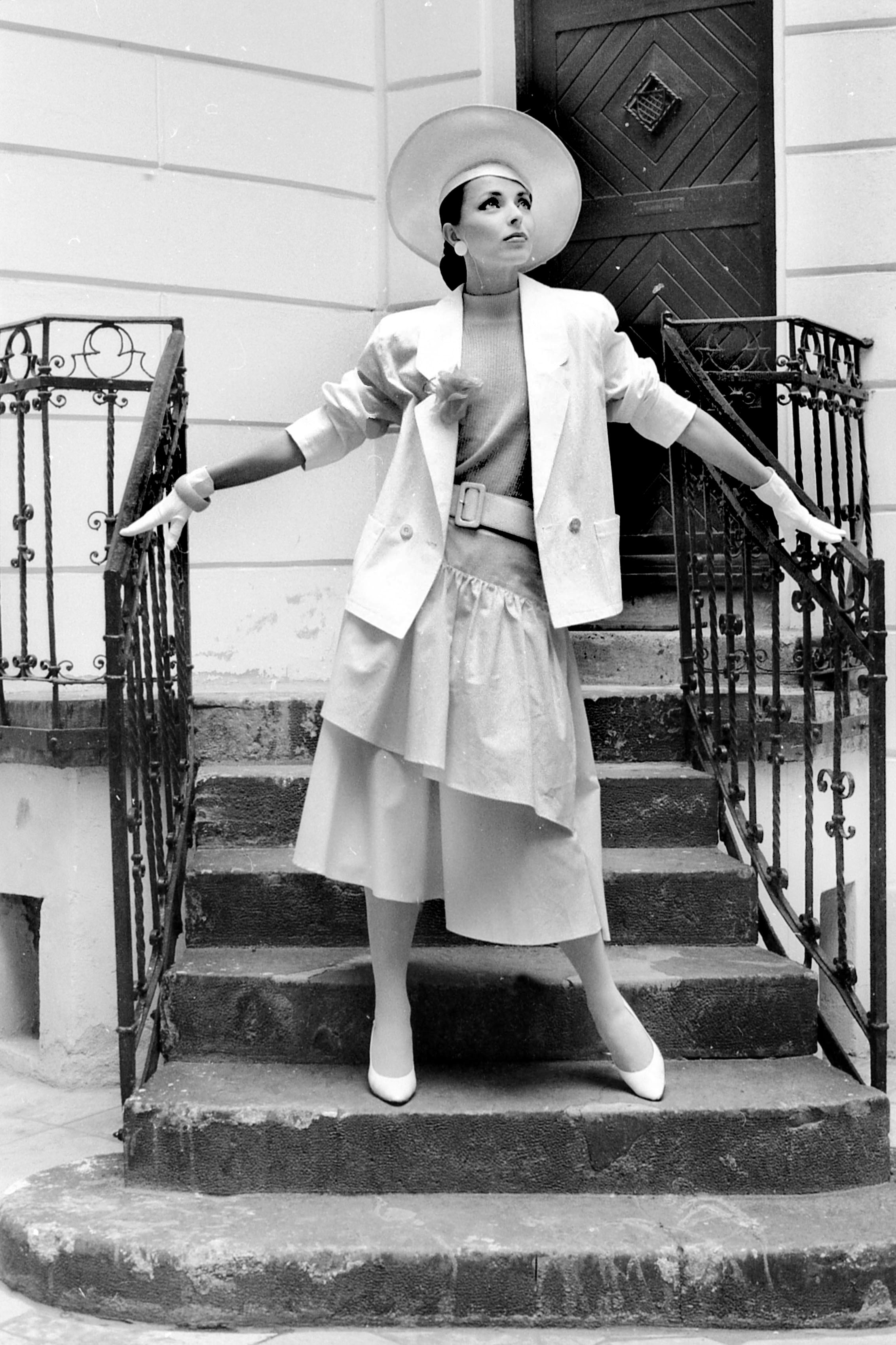
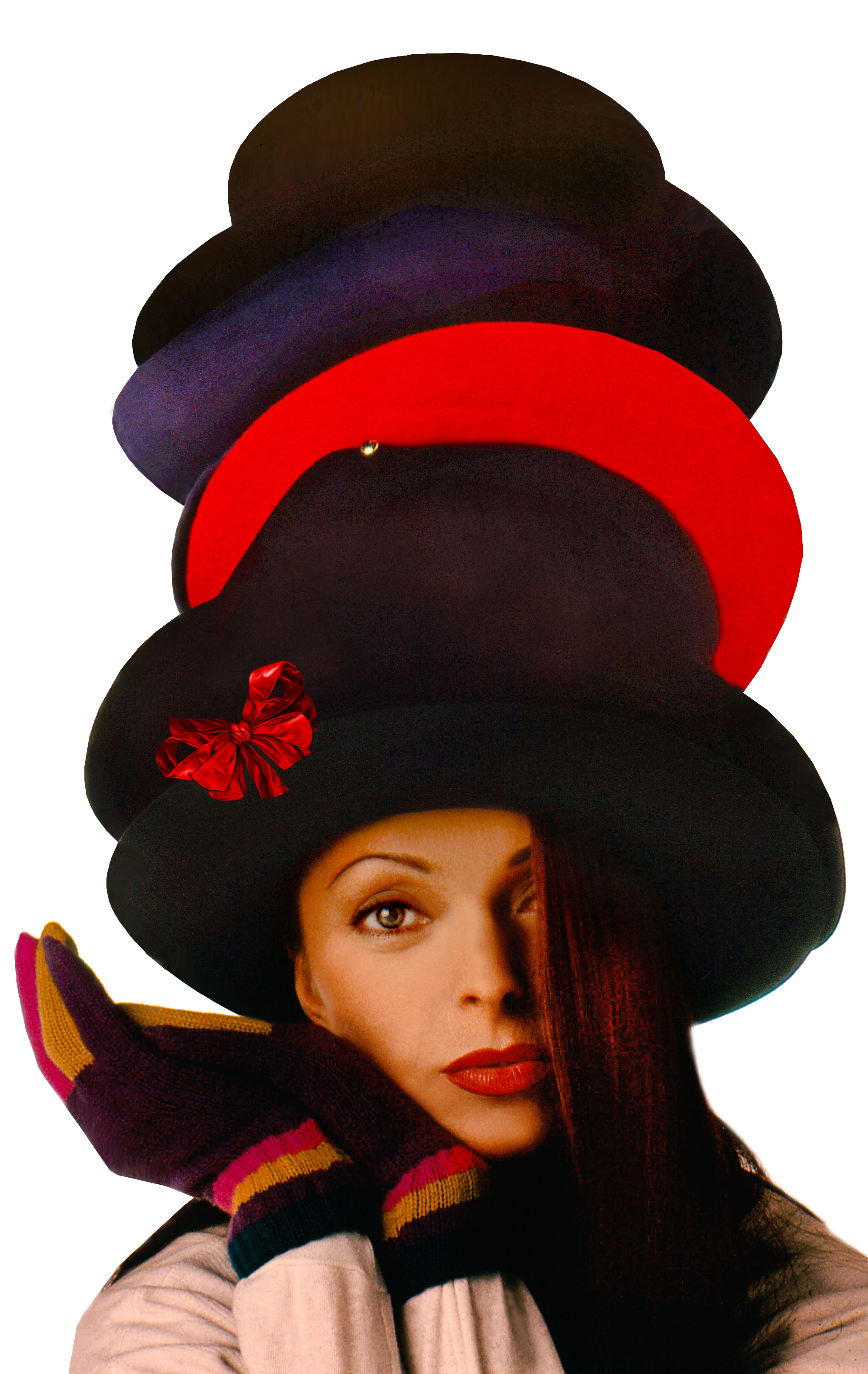
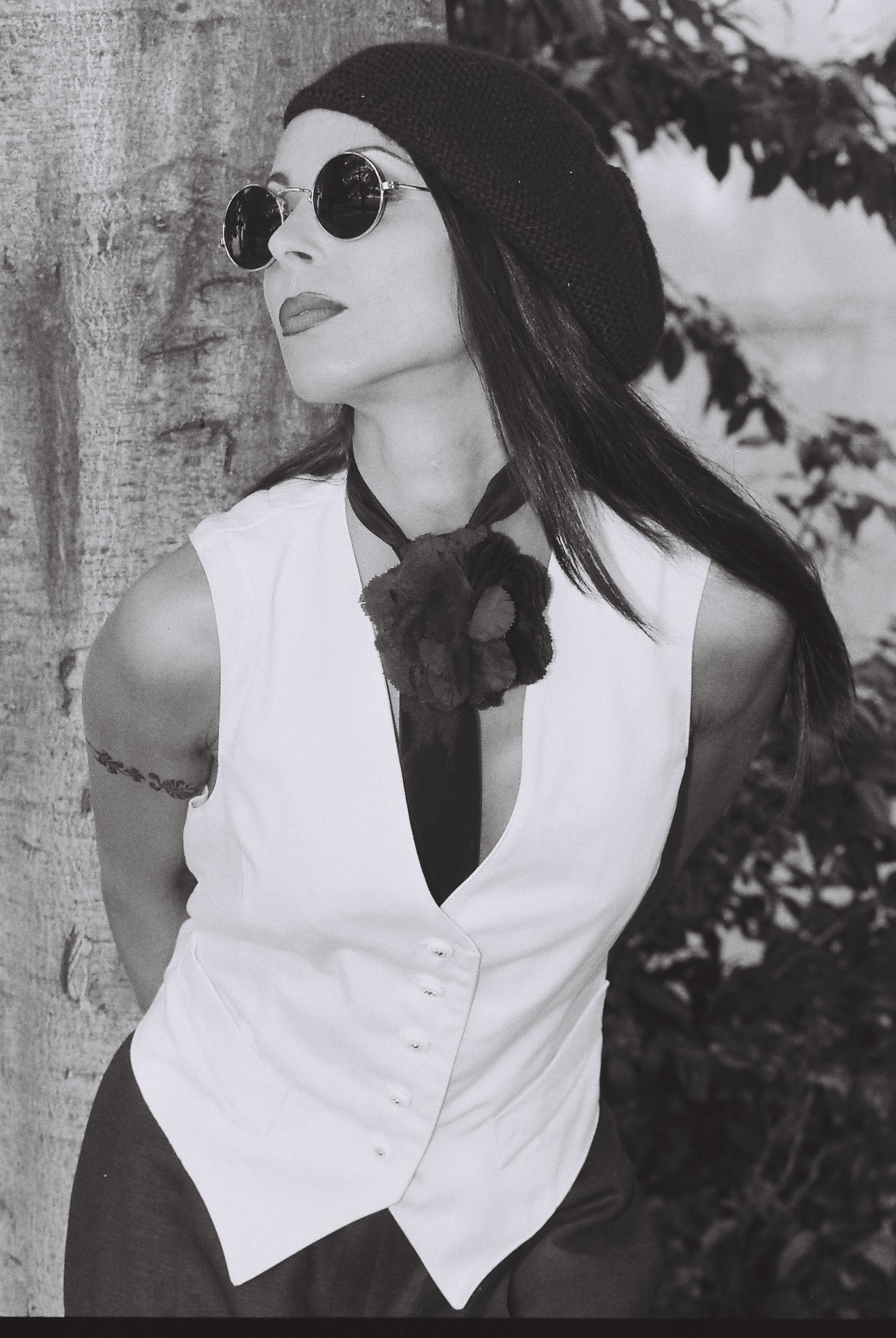
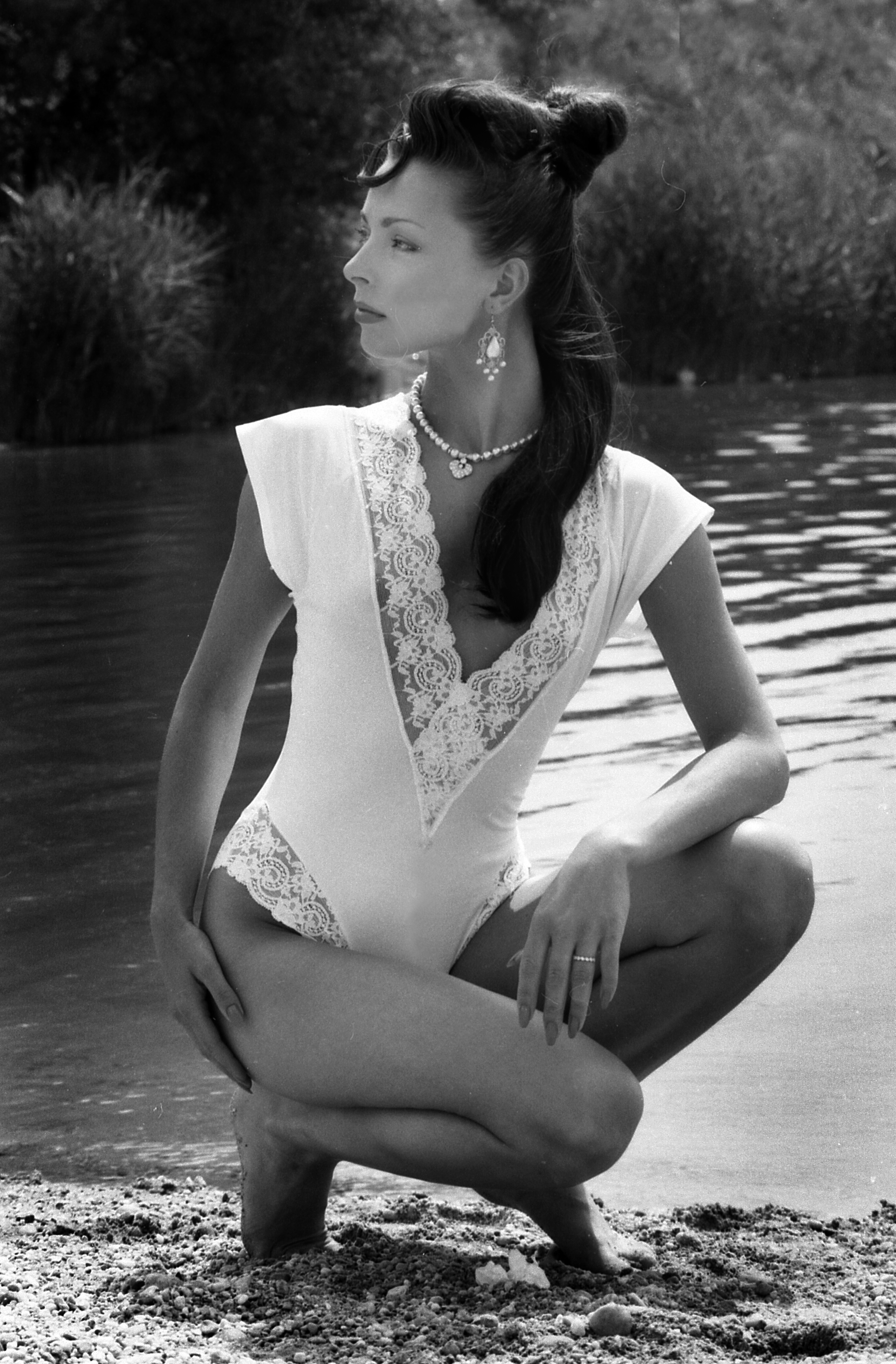
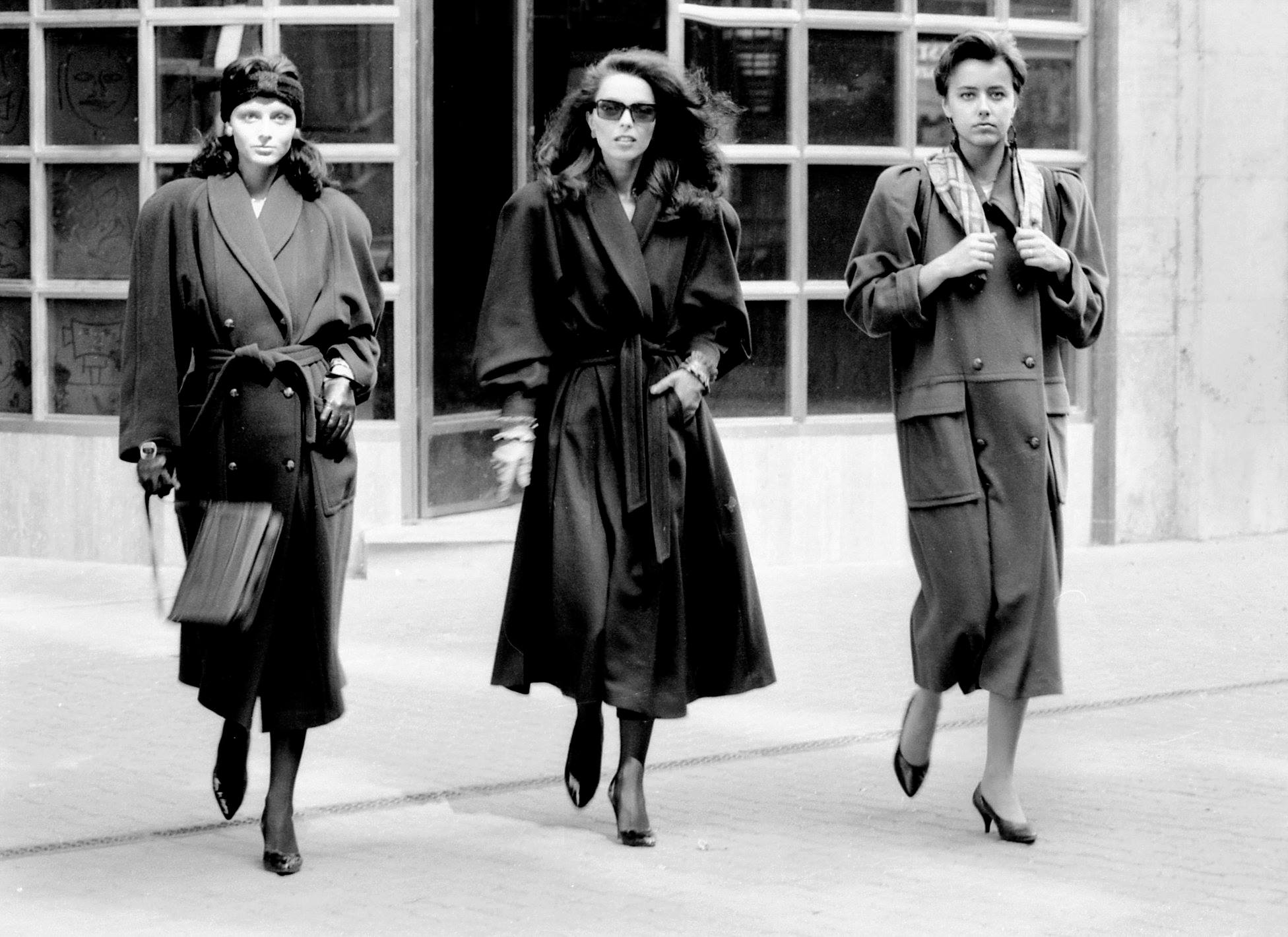